# 大阪市電都島車庫
大阪市電都島車庫（おおさかしでん みやこじましゃこ）は、かつて大阪府大阪市都島区都島本通2丁目にあった大阪市電の車庫。

## 概要
1921年（大正10年）7月に着工し、1922年（大正11年）7月に、当時の大阪市北区都島（現在の大阪市都島区都島本通2丁目）に開設された。日本国有鉄道（国鉄）の淀川電車区（初代）と淀川駅（貨物駅）が隣接していた。
建屋は5棟から構成され、単車にして220両が収容可能であった。
その後、車庫の増築も行われたが、1945年（昭和20年）6月1日のB-29による空襲（大阪大空襲）を受け、全焼した。しばらくはそのまま放棄されていたが、終戦から10ヶ月後の1946年（昭和21年）6月にようやく復旧された。その際、建坪が戦前の半分に縮小されている。
1964年（昭和39年）10月1日に靱本町線（川口町・谷町三丁目間）が廃止され、市電車両の車両工場への入出庫が不可能となったため、車庫の建物のうち2棟が森之宮車両工場都島作業所に移築されて手狭となったが、営業路線の縮小で1968年（昭和43年）に解消された。
大阪市電最後の日まで今里車庫とともに残り、晩年には保存車両11両や他社への譲渡予定車両を抱えていた。1969年（昭和44年）4月1日、梅田善源寺町線（阪急東口・都島本通間）の廃止に伴い廃止された。
跡地には、暫くの間保存車を収容した電車庫が残っていたが、やがて保存車が森之宮車両工場に移送されると、建物は解体され、地下鉄谷町線延長工事の資材置き場などとして利用された。1980年代になると、大阪市交通局の施設やグランド（地元では車庫跡グランドと呼ばれていた）、および大阪市営バスの操車場として使用されていたが、1990年代初頭には隣接する淀川駅・淀川電車区の跡地とともに再開発されて、桜ノ宮リバーシティーや総合医療センターとなった。都島車庫だった部分には、1993年（平成5年）12月に大阪市制100周年記念事業の一環として、既存の5施設を統廃合し、大阪市の中核病院の役割を果たすべく設立された大阪市立総合医療センターが開院した。医療センターの東側に不自然な三角形の敷地（駐車場となっている）があるが、これが都島車庫の敷地の名残である。